# پلیموث (یوتا)
پلیمیوث (به انگلیسی: Plymouth) شهری در ایالت یوتا کشور ایالات متحده آمریکا است که جمعیت آن در سرشماری سال ۲۰۱۰ میلادی، ۴۱۴ نفر بوده‌است.